# Sitanion
Sitanion  es un género de plantas herbáceas de la familia de las gramíneas o poáceas.  Es originario de las regiones templadas de Norteamérica. 

## Etimología
El nombre del género deriva de la palabra griega sitos (grano). 

## Citología
El número cromosómico básico es x = 7, con números cromosómicos somáticos de 2n = 28. 4 ploide.

## Especies
- Sitanion hordeoides Suksd.
- Sitanion lanceolatum J. G. Sm.
- Sitanion rigidum J. G. Sm.
- Sitanion strigosum J. G. Sm.